# دين (اقتصاد)
الدَيِّنْ في علم الاقتصاد (بالإنجليزية: Debt) هو مبلغ يدين به شخص، يسمى المدين debtor إلى شخص أخر يسمى صاحب الدين أو الدائن. وقد يكون الدين في الاقتصاد مالاً أو بضاعة أو خدمة. وتعتمد بعض الشركات على الدين في تعاملاتها المالية كاستراتيجية.
عادةً ما يكون الدَّين مالًا، يُقرضه شخص (يُدعى الدائن أو المُقرِض) لشخص آخر والذي يدعى المدين
وينشأ الدين عندما يوافق الدائن على إقراض المدين مبلغاً من المال. وفي عصرنا الحاضر يكون إعطاء الدين بغية استرداده، وفي مُعظم الأحوال بالإضافة إلى نسبة فائدة.
ويكون الدَّين مبلغًا مؤجّلًا أو سلسلة من المبالغ التي ستُرَد في المستقبل، وبهذا تختلف عن الشراء المباشر، يُقرَض المال من قبل ولاية ذات سيادة، أو دولة، أو حكومة محلية، أو شركة، أو شخص.
بشكل عام يكون الدّين التجاري اتفاق تعاقدي يتألف من مبادئ وأساسيات مع ذكر الكمية ووقت رد الدّين، إن القيود، والسندات، والرهانات أمثلة لكل أنواع الديون.
يُستعمل المصطلح أيضًا مجازيًا للتعبير عن الالتزام الأخلاقي، وأشياء أخرى ليس لها قيمة اقتصادية، مثلًا في الثقافات الشرقية عندما يساعد شخص ما شخص آخر يُقال أن «للشخص الأول برقبة الثاني دين»

## أصل الكلمة
أول ما استُخدم المصطلح dept باللغة الإنكليزية في أواخر القرن الثالث عشر، وهو مشتق من كلمة فرنسية هي dete، وقد استُخدم مصطلح مديون deptor في أوائل القرن الثالث عشر أيضًا.

## المصطلحات

### الفائدة
الفائدة هي مبلغ من المال يدفع من قبل المقترض للمُديّن، وتُعد الفائدة بأنها نسبة من المدفوعات المُعلّقة، أي التي ستُدفع عن رد الدّين، وتُسمى هذه النسبة بسعرالفائدة، وعمومًا يُرد الدين على شكل دفعات، مثلًا شهريًا، أو سنويًا.
يوجد العديد من الاتفاقيات لاحتساب الفوائد، اعتمادًا على مصطلحات الدّين، يمكن تجميع الفائدة المركبة وإعطاءها دفعة واحدة، وإضافة لذلك يوجد اتفاقيات عدّ الأيام، فمثلًا في بعض الأحيان يُعتبر أن كل شهر مكون من ثلاثين يومًا، ويتم دفع كل سعر فائدة في كل شهر ميلادي، يُعد معدل النسبة المئوية السنوي (APR) بأنه طريقة معيارية لحساب ومقارنة أسعار الفوائد اعتمادًا على قاعدة سنوية، يُطلب من معظم المُديّنين تسعير سعر الفائدة باستخدام معدل النسبة المئوية السنوي (APR) بشكل منتظم في الولايات المتحدة، والمملكة المتحدة.
بالنسبة لبعض المُقترضين، تكون القيمة الفعلية للمبلغ الذي قاموا باقتراضه أقل من المبلغ الأساسي الذي سيعيدونه للمُديّن، قد يكون ذلك بسبب فرض رسوم أو نقاط مقدّمة، أو لأن القرض قد تمت هيكلته ليكون متوافقًا مع الشريعة.
يكون للمبلغ الإضافي المُستحق في نهاية المدة نفس الأثر الاقتصادي لسعر الفائدة الأعلى.
عمومًا، يجب أن يحصل المُديّنين الذين خاطروا أكثر من غيرهم على سعر فائدة أعلى من غيرهم، من أجل تعويضهم في حالات التخلف عن الدفع، يقوم مستثمروا الديون بتقييم مخاطر التخلف عن السداد قبل تقديم القرض.

### السداد
يوجد ثلاث طرق رئيسية يمكن من خلالها تنظيم سداد الدين: الأولى أن يكون الرصيد النهائي مُستحقًا بأكمله عند استرداد الدين، والثانية بتسديد الرصيد الأساسي بأكمله خلال مدة القرض، والثالثة بتسديد الدين جزئيًا خلال مدة القرض، مع استحقاق المبلغ الباقي كله عند الاستحقاق، تُعد طرق السداد هذه شائعة في الرهون العقارية، وبطاقات الائتمان.

### الأحكام الافتراضية
المديّنون من كل نوع يعجزون عن سداد ديونهم من وقت لآخر، مع عواقب مختلفة حسب شروط الدّين والقانون الذي يحكم التقصير في الولاية القضائية ذات الصلة، فإذا كان الدين مضموناً بضمانات محددة، مثل سيارة أو منزل، فقد يسعى الدائن إلى استعادة الضمانات، وفي ظروف أكثر خطورة، قد يفلس الأفراد أوالشركات.

## أنواع المقترضين

### الأشخاص
تشمل الأنواع الشائعة من الديون التي يأخذها الأفراد، أو العائلات، قروض الرهن العقاري، وقروض السيارات، وديون بطاقات الائتمان، وضرائب الدخل.
بالنسبة للأفراد يكون الدين هو القوة الشرائية التي ستوفر الدخل المُتوقع لهم في المستقبل قبل توفرها الفعلي، وبالنسبة للدول الصناعية غالبًا يستخدم فيها الأشخاص الديون الاستهلاكية لشراء المنازل والسيارات وأشياء أخرى سيكون من المكلف للغاية شراءها نقدًا، أو أن سعرها مكلف جدًا لدرجة عدم توفرها في متناول اليد. 
غالبًا ما ينفق الناس أكثر، ويضطرون إلى الديون عندما يستخدمون بطاقات الائتمان بدل النقود لشراء المنتجات والخدمات، وغالبًا السبب في ذلك تأثير الشفافية، أو ما يُسمى ب «ألم الدفع»، إذ يُقصد بمصطلح الشفافية أنه كلما تذكرت بشكل أقل كم أنفقت كلما قلّت الشفافية، وكلما كان الشعور بألم الدفع أقل، وبذلك من المرجح أن تنفق أكثر.
إضافة إلى هذه الديون الرسمية، يُقرض الأفراد أيضًا بشكل غير رسمي أشخاصًا آخرين، معظمهم من الأقارب والأصدقاء.
أحد أسباب هذه الديون غير الرسمية هو أن العديد من الناس، ولا سيما الفقراء، لا يستطيعون الحصول على ائتمان يمكن تحمله. مثل هذه الديون يمكن أن تسبب مشاكل عندما لا يتم سدادها وفقًا لتوقعات الأسر المعيشية. في عام 2011، أفاد 8 في المئة من الأشخاص في الاتحاد الأوروبي أن أسرهم متأخرة، أي أنها غير قادرة على دفع المدفوعات المتعلقة بقروض غير رسمية من الأصدقاء أو الأقارب الذين لا يعيشون في أسرهم.

### الأعمال
قد تستخدم الشركة أنواعًا مختلفة من الديون لتمويل عملياتها كجزء من إستراتيجيتها العامة لتمويل الشركات.
قرض الأجل هو أبسط شكل من أشكال دين الشركات. وهو يتألف من اتفاق يقرض مبلغًا ثابتًا من المال، يسمى المبلغ الأصلي أو الأصل، لفترة زمنية محددة، مع تسديد هذا المبلغ في تاريخ معين.
في حالة الحصول على قروض تجارية، محسوبة كنسبة مئوية من المبلغ الرئيسي في السنة، يجب دفعها أيضاً بحلول ذلك التاريخ، أو يمكن دفعها بشكل دوري، سنويًا أو شهريًا.
تسمى هذه القروض بالعامية «قروض الدفعة الواحدة»، وخاصة إذا لم يكن هناك سوى دفعة واحدة في النهاية دون «سلسلة» من مدفوعات الفائدة خلال فترة القرض.
يأتي عادة قرض التمويل المستند على إيرادات مع سداد ثابت على مدى عدة سنوات مع مبلغ سداد من 1.5 إلى 2.5 ضعف القرض الأساسي. فترات السداد مرنة؛ إذ يمكن للشركات استرداد المبلغ المتفق عليه في وقت أقرب، إن أمكن. بالإضافة إلى ذلك، لا يبيع أصحاب الأعمال حقوق الملكية أو يتخلون عن السيطرة عند استخدام التمويل المستند إلى الإيرادات. المقرضون الذين يقدمون تمويلاً قائماً على الدخل يعملون بشكل أوثق مع الشركات التجارية أكثر من مقرضي البنوك، لكنهم يأخذون نهجًا أكثر توخيًا من مستثمري الأسهم الخاصة.
ويجوز للشركة أيضا إصدار السندات، والتي هي سندات الديون. تتمتع السندات بعمر ثابت، وعادة ما يكون عدّة سنوات؛ مع سندات طويلة الأجل، تستمر لأكثر من 30 عامًا، وهذه الأخيرة تكون أقل شيوعًا.
طبعًا في نهاية حياة السند، يجب سداد المال بالكامل. يمكن إضافة فائدة إلى الدفعة النهائية، أو يمكن سدادها على أقساط منتظمة (تعرف باسم الكوبونات) خلال فترة السندات.
يمكن أيضًا أن يكون الدفع عن طريق ما يسمى بخطاب الاعتماد أو LC، مما يعني أن خطاب الاعتماد سيدفع للمصدر. تستخدم خطابات الاعتماد في المقام الأول في معاملات التجارة الدولية ذات القيمة الكبيرة، ولصفقات الموارد من بلد لعميل في بلد آخر. كما أنها تستخدم في عملية تطوير الأراضي لضمان بناء المرافق العامة المعتمدة (الشوارع والأرصفة وبرك مياه العواصف وغيرها).
جميع خطابات الاعتماد تقريبًا غير قابلة للإلغاء، أي لا يمكن تعديلها أو إلغاؤها دون موافقة مسبقة من المستفيد، والبنك المصدر، والبنك الموثق، في حال وُجوده.

### الحكومات
تصدر الحكومات ديون لدفع النفقات الجارية وكذلك المشاريع الرأسمالية الكبرى. قد تصدر الديون الحكومية من قبل الدول ذات السيادة وكذلك من قبل الحكومات المحلية، التي تعرف أحيانا باسم البلديات.
عادة ما يظهر المستوى العام للمديونية من قبل الحكومة كنسبة من الدين إلى الناتج المحلي الإجمالي. تساعد هذه النسبة في تقييم سرعة التغيرات في مديونية الحكومة وحجم الدين المستحق.

## تقييمات الجدارة الائتمانية

### مقاييس الدخل
نسبة تغطية سداد الدين هي نسبة الدخل المتاحة على مقدار تسديد الديون المستحقة (بما في ذلك الفوائد وتسديد الدين الأساسي، إن وجد). وكلما ارتفعت نسبة تغطية سداد الدين، كلما ازداد الدخل المتاح لتسديد خدمة الدين، وكان من الأسهل والأقل تكلفة أن يحصل المقترض على التمويل.
تختلف أسواق الدَّين المتنوعة في المصطلحات وحسابات المقاييس المتعلقة بالدخل. على سبيل المثال، في القروض العقارية في الولايات المتحدة، عادة ما تتضمن نسبة الدين إلى الدخل تكلفة مدفوعات الرهن العقاري وكذلك ضريبة التأمين والممتلكات، مقسومة على الدخل الشهري للمستهلك.

### مقاييس القيمة
نسبة القرض إلى القيمة هي نسبة المبلغ الإجمالي للقرض إلى القيمة الإجمالية للضمانات المضمونة للقرض.
على سبيل المثال، في إقراض الرهن العقاري في الولايات المتحدة، يتم التعبير عن مفهوم القرض إلى القيمة بشكل عام على أنه «دفعة أولى». تساوي الدفعة الأولى 20٪ من قرض قيمته 80٪. مع المشتريات المنزلية، يمكن تقييم القيمة باستخدام سعر الشراء المتفق عليه، و/أو التقييم.

### الضمانات واللجوء
يعتبر التزام سداد الديون مضمونًا في حال استطاعة الدائنين اللجوء إلى ضمانات محددة. قد يشمل الضمان مطالبات على عائدات الضرائب (في حالة الحكومة)، أو أصول محددة (في حالة شركة) أو منزل (في حالة المستهلك). ويشمل الدين غير المضمون التزامات مالية لا يستطيع من خلالها الدائنين استرداد مالهم.

### دور وكالات التصنيف
تقوم مكاتب الائتمان بجمع معلومات حول تاريخ الاقتراض والسداد للمستهلكين. يستخدم المقرضون، مثل البنوك وشركات بطاقات الائتمان، درجات الائتمان لتقييم المخاطر المحتملة التي تشكلها إقراض الأموال للمستهلكين. في الولايات المتحدة، مكاتب الائتمان الرئيسية هي Equifax وExperian وTransUnion.
يمكن تصنيف الديون المستحقة على الحكومات والشركات الخاصة من قبل وكالات التصنيف، مثل Moody's وStandard & Poor's وFitch Ratings وA. M. Best. كما سيتم منح الحكومة أو الشركة نفسها تصنيفها المنفصل الخاص بها.
تقوم هذه الوكالات بتقييم قدرة المدين على الوفاء بالتزاماته ومن ثم منحه تصنيفًا ائتمانيًا. تستخدم مودي Moody رسائل: Aaa Aa A Baa Ba B Caa Ca C ، حيث تتأهل تقييمات Aa-Caa بالأرقام من 1 إلى 3. يوجد لدى S & P ووكالات التصنيف الأخرى أنظمة مختلفة اختلافًا طفيفًا باستخدام حروف كبيرة ومعدلات +/-. وبالتالي فإن الحكومة أو الشركة ذات التصنيف العالي سيكون لها تصنيف Aaa.
يمكن للتغيير في التصنيفات أن يؤثر بقوة على الشركة، حيث أن تكلفة إعادة التمويل تعتمد على الجدارة الائتمانية. تعتبر السندات الواردة أدناه Baa / BBB (Moody's / S & P) سندات غير مرغوب فيها أو عالية المخاطر. يتم التعويض عن ارتفاع مخاطر التخلف عن السداد (حوالي 1.6 في المئة لBa) من خلال مدفوعات فائدة أعلى. الديون المعدومة هي قرض لا يمكن للمدين (جزئياً أو كلياً) سداده.
يُنظر إلى شراء السندات غير المرغوب فيها على أنه استثمار محفوف بالمخاطر ولكنه مثير للربح.

## أسواق الديون

### القروض مقابل السندات
السندات هي سندات أمان، قابلة للتداول في سوق السندات. يحدد الهيكل التنظيمي للبلد ما هو المؤهل كأمان. على سبيل المثال، في أمريكا الشمالية، يتم تحديد كل أمان بشكل فريد من قبل CUSIP لأغراض التداول والتسوية.
يمكن تحويل القروض إلى أوراق مالية من خلال عملية التأمين. في عملية التأمين، تقوم الشركة ببيع مجموعة من الممتلكات إلى صندوق ائتمان، ويقوم صندوق التأمين بتمويل شراء الموجودات عن طريق بيع الممتلكات إلى السوق.

### دور البنوك المركزية
تلعب البنوك المركزية، مثل نظام الاحتياطي الفيدرالي في الولايات المتحدة، دوراً رئيسياً في أسواق الديون. عادة ما يكون الدين مقومًا بعملة معينة، وبالتالي يمكن للتغييرات في تقييم تلك العملة تغيير الحجم الفعلي للديون. يمكن أن يحدث هذا بسبب التضخم أو الانكماش، بحيث يمكن أن يحدث حتى لو كان المقترض والمقرض يستخدمان نفس العملة.

## الانتقادات
سيزيد الدين مع سعر الفائدة بشكل مرتبط مع الزمن إذا لم يتم سداده أسرع من نمو الفائدة. يمكن أن يسمى هذا التأثير الربا، بينما يشير مصطلح «الربا» في سياقات أخرى فقط إلى معدل فائدة مفرط، يضيف على ربح معقول للمخاطر المقبولة.
على مستوى الأسر المعيشية، يمكن أن يكون للديون أيضًا آثار ضارة - خاصة عندما تتخذ الأسر قرارات الإنفاق على افتراض أن الدخل سيزداد أو سيظل ثابتًا في السنوات القادمة.

## مستويات وتدفقات
تمت تغطية الديون العالمية بنسبة 4.3 في المائة على أساس سنوي لتصل إلى 5.19 تريليون دولار أمريكي خلال عام 2004. ومن المتوقع أن ترتفع في السنوات القادمة إذا استمرت عادات الإنفاق لملايين الأشخاص حول العالم بالطريقة التي يتصرفون بها.

## التاريخ
تتطلب التقاليد في بعض الثقافات أن يُغفر الدين على أساس منتظم (غالباً سنوياً)، من أجل منع عدم المساواة بين المجموعات في المجتمع، أو لمنع أي شخص أن يصبح متخصصاً في التديين وإجبار السداد. مثال على ذلك هو عام اليوبيل التوراتي، الموصوف في كتاب Book of Leviticus.